# Powiat sławieński
Powiat sławieński är ett distrikt (powiat) i norra Polen, tillhörande Västpommerns vojvodskap. Distriktet har två städer: huvudort är staden Sławno och största stad är Darłowo. Totalt hade distriktet har 57 298 invånare 2009. Motorfordon registrerade i distriktet har koden ZSL på registreringsskyltarna.

## Administrativ kommunindelning
Distriktet indelas i sex kommuner, varav två är stadskommuner och fyra är landskommuner (se Polens kommuner). Sławno och Darłowo är båda stadskommuner, som är administrativt självständiga från sina omgivande landskommuner.

Kommunindelning

### Stadskommuner
- Staden Darłowo
- Staden Sławno (huvudort)

### Landskommuner
- Gmina Darłowo, Darłowos landskommun
- Malechowo
- Postomino
- Gmina Sławno, Sławnos landskommun